# IJslands voetbalelftal in 2008
Het IJslands voetbalelftal speelde in totaal twaalf interlands in het jaar 2008, waaronder vier wedstrijden in de kwalificatiereeks voor het wereldkampioenschap voetbal 2010 in Zuid-Afrika. De selectie stond voor het tweede opeenvolgende jaar onder leiding van bondscoach Ólafur Johannessen. Verdediger Birkir Sævarsson was in 2008 de meest actieve IJslander in het nationaal elftal: hij speelde mee in elf van de twaalf wedstrijden. Hij werd gevolgd door middenvelder Pálmi Pálmason (tien wedstrijden) en middenvelders Aron Gunnarsson en Stefán Gíslason (beide negen wedstrijden). IJsland won van de twaalf gespeelde interlands er vijf en verloor er evenveel; het nationaal elftal had een nipt positief doelsaldo van +1. Op de FIFA-wereldranglijst steeg IJsland in twaalf maanden vier plaatsen, van positie 87 naar positie 83; tussendoor viel het in september en oktober buiten de top 100, met name veroorzaakt door een nederlaag tegen Wales en een gelijkspel tegen Azerbeidzjan. In het tweepuntensysteem behaalde IJsland een score van 1.000, de hoogste score sinds 2003.

## Balans
| Wedstrijden | Wedstrijden | Wedstrijden | Wedstrijden | Doelpunten | Doelpunten | Doelpunten | Punten |
| Gespeeld    | Winst       | Gelijk      | Verlies     | Voor       | Tegen      | Saldo      | Punten |
| ----------- | ----------- | ----------- | ----------- | ---------- | ---------- | ---------- | ------ |
| 12          | 5           | 2           | 5           | 13         | 12         | +1         | 1.000  |

## Interlands
|                                                       |                                        |       |         |                                                                                       |
| 2 februari Vriendschappelijk № 356 «onderlinge duels» | Wit-Rusland                            | 2 – 0 | IJsland | Ta' Qalistadion, Ta' Qali Toeschouwers: 100 Scheidsrechter: Christopher Lautier (MLT) |
| 2 februari Vriendschappelijk № 356 «onderlinge duels» | Pavel Plaskonny 47' Raman Vasilyuk 33' |       |         | Ta' Qalistadion, Ta' Qali Toeschouwers: 100 Scheidsrechter: Christopher Lautier (MLT) |

|                                                       |                    |       |         |                                                                                       |
| 4 februari Vriendschappelijk № 357 «onderlinge duels» | Malta              | 1 – 0 | IJsland | Ta' Qalistadion, Ta' Qali Toeschouwers: 2.000 Scheidsrechter: Aleksej Koelbakov (BLR) |
| 4 februari Vriendschappelijk № 357 «onderlinge duels» | Cleavon Frendo 18' |       |         | Ta' Qalistadion, Ta' Qali Toeschouwers: 2.000 Scheidsrechter: Aleksej Koelbakov (BLR) |

|                                                       |                                                  |       |         |                                                                                   |
| 6 februari Vriendschappelijk № 358 «onderlinge duels» | IJsland                                          | 2 – 0 | Armenië | Ta' Qalistadion, Ta' Qali Toeschouwers: 2.000 Scheidsrechter: Joseph Attard (MLT) |
| 6 februari Vriendschappelijk № 358 «onderlinge duels» | Tryggvi Guðmundsson 45+1' Gunnar Þorvaldsson 72' |       |         | Ta' Qalistadion, Ta' Qali Toeschouwers: 2.000 Scheidsrechter: Joseph Attard (MLT) |

|                                                     |                                                                          |       |         |                                                                                         |
| 16 maart Vriendschappelijk № 359 «onderlinge duels» | IJsland                                                                  | 3 – 0 | Faeröer | Íþróttafélagið Kórinn, Kópavogur Toeschouwers: 747 Scheidsrechter: Tommy Skjerven (NOR) |
| 16 maart Vriendschappelijk № 359 «onderlinge duels» | Jónas Sævarsson 45' Fróði Benjaminsen 71' (e.d.) Tryggvi Guðmundsson 80' |       |         | Íþróttafélagið Kórinn, Kópavogur Toeschouwers: 747 Scheidsrechter: Tommy Skjerven (NOR) |

|                                                     |                  |       |                                             |                                                                                              |
| 26 maart Vriendschappelijk № 360 «onderlinge duels» | Slowakije        | 1 – 2 | IJsland                                     | Štadión Zlaté Moravce, Zlaté Moravce Toeschouwers: 4.120 Scheidsrechter: Gerald Lehner (AUT) |
| 26 maart Vriendschappelijk № 360 «onderlinge duels» | Marek Mintál 87' |       | 71' Gunnar Þorvaldsson 82' Eiður Guðjohnsen | Štadión Zlaté Moravce, Zlaté Moravce Toeschouwers: 4.120 Scheidsrechter: Gerald Lehner (AUT) |

|                                                   |         |                |       |                                                                                      |
| 28 mei Vriendschappelijk № 361 «onderlinge duels» | IJsland | 0 – 1          | Wales | Laugardalsvöllur, Reykjavík Toeschouwers: 5.322 Scheidsrechter: Adrian McCourt (NIR) |
| 28 mei Vriendschappelijk № 361 «onderlinge duels» |         | 44' Ched Evans |       | Laugardalsvöllur, Reykjavík Toeschouwers: 5.322 Scheidsrechter: Adrian McCourt (NIR) |

|                                                        |                      |       |                      |                                                                                       |
| 20 augustus Vriendschappelijk № 362 «onderlinge duels» | IJsland              | 1 – 1 | Azerbeidzjan         | Laugardalsvöllur, Reykjavík Toeschouwers: 5.133 Scheidsrechter: Simon Lee Evans (NIR) |
| 20 augustus Vriendschappelijk № 362 «onderlinge duels» | Grétar Steinsson 58' |       | 48' Fábio Luís Ramim | Laugardalsvöllur, Reykjavík Toeschouwers: 5.133 Scheidsrechter: Simon Lee Evans (NIR) |

|                                                           |                                                |       |                                          |                                                                             |
| 6 september Kwalificatie WK 2010 № 363 «onderlinge duels» | Noorwegen                                      | 2 – 2 | IJsland                                  | Ullevaalstadion, Oslo Toeschouwers: 17.254 Scheidsrechter: Alon Yefet (ISR) |
| 6 september Kwalificatie WK 2010 № 363 «onderlinge duels» | Steffen Iversen 36' (pen.) Steffen Iversen 50' |       | 39' Heiðar Helguson 69' Eiður Guðjohnsen | Ullevaalstadion, Oslo Toeschouwers: 17.254 Scheidsrechter: Alon Yefet (ISR) |

|                                                            |                             |       |                                       |                                                                                      |
| 10 september Kwalificatie WK 2010 № 364 «onderlinge duels» | IJsland                     | 1 – 2 | Schotland                             | Laugardalsvöllur, Reykjavík Toeschouwers: 9.764 Scheidsrechter: Serge Gumienny (BEL) |
| 10 september Kwalificatie WK 2010 № 364 «onderlinge duels» | Eiður Guðjohnsen 77' (pen.) |       | 18' Kirk Broadfoot 59' James McFadden | Laugardalsvöllur, Reykjavík Toeschouwers: 9.764 Scheidsrechter: Serge Gumienny (BEL) |

|                                                          |                                             |       |         |                                                                                           |
| 11 oktober Kwalificatie WK 2010 № 365 «onderlinge duels» | Nederland                                   | 2 – 0 | IJsland | Stadion Feijenoord, Rotterdam Toeschouwers: 37.500 Scheidsrechter: Matteo Trefoloni (ITA) |
| 11 oktober Kwalificatie WK 2010 № 365 «onderlinge duels» | Joris Mathijsen 15' Klaas-Jan Huntelaar 65' |       |         | Stadion Feijenoord, Rotterdam Toeschouwers: 37.500 Scheidsrechter: Matteo Trefoloni (ITA) |

|                                                          |                       |       |           |                                                                                     |
| 11 oktober Kwalificatie WK 2010 № 366 «onderlinge duels» | IJsland               | 1 – 0 | Macedonië | Laugardalsvöllur, Reykjavík Toeschouwers: 5.527 Scheidsrechter: Selçuk Dereli (TUR) |
| 11 oktober Kwalificatie WK 2010 № 366 «onderlinge duels» | Veigar Gunnarsson 15' |       |           | Laugardalsvöllur, Reykjavík Toeschouwers: 5.527 Scheidsrechter: Selçuk Dereli (TUR) |

|                                                        |       |                     |         |                                                                                  |
| 19 november Vriendschappelijk № 367 «onderlinge duels» | Malta | 0 – 1               | IJsland | Hiberniansstadion, Paola Toeschouwers: 500 Scheidsrechter: Andrea De Marco (ITA) |
| 19 november Vriendschappelijk № 367 «onderlinge duels» |       | 66' Heiðar Helguson |         | Hiberniansstadion, Paola Toeschouwers: 500 Scheidsrechter: Andrea De Marco (ITA) |

## FIFA-wereldranglijst
| JAN | FEB | MAR | APR | MEI | JUN | JUL | AUG | SEP | OKT | NOV | DEC |
| --- | --- | --- | --- | --- | --- | --- | --- | --- | --- | --- | --- |
| 87  | 89  | 89  | 86  | 85  | 85  | 98  | 97  | 107 | 103 | 82  | 83  |

## Statistieken
| Kjartan Sturluson       | 27.12.1975 | Valur Reykjavík      | 6  | 0 | 0 | 6  | 0 |
| Gunnleifur Gunnleifsson | 14.07.1975 | FC Vaduz             | 3  | 0 | 0 | 3  | 0 |
| Stefán Magnússon        | 05.09.1980 | KR Reykjavík         | 2  | 0 | 0 | 2  | 0 |
| Fjalar Þorgeirsson      | 18.01.1977 | Fylkir Reykjavík     | 1  | 1 | 0 | 2  | 0 |
| Árni Arason             | 07.05.1975 | Odd Grenland         | 0  | 1 | 0 | 1  | 0 |
| Verdediging             |            |                      |    |   |   |    |   |
| Birkir Sævarsson        | 11.11.1984 | SK Brann             | 11 | 0 | 0 | 11 | 0 |
| Bjarni Eiríksson        | 28.03.1982 | Valur Reykjavík      | 6  | 2 | 0 | 8  | 0 |
| Hermann Hreiðarsson     | 11.07.1974 | Portsmouth FC        | 7  | 0 | 0 | 7  | 0 |
| Kristján Sigurðsson     | 07.10.1980 | SK Brann             | 6  | 0 | 0 | 6  | 0 |
| Indriði Sigurðsson      | 12.10.1981 | Lyn Oslo             | 5  | 1 | 0 | 6  | 0 |
| Atli Þórarinsson        | 24.01.1980 | Valur Reykjavík      | 5  | 1 | 0 | 6  | 0 |
| Grétar Steinsson        | 09.01.1982 | Bolton Wanderers     | 5  | 0 | 1 | 5  | 1 |
| Ragnar Sigurðsson       | 19.06.1986 | IFK Göteborg         | 4  | 0 | 0 | 4  | 0 |
| Hjálmar Jónsson         | 29.07.1980 | IFK Göteborg         | 1  | 1 | 0 | 2  | 0 |
| Heimir Einarsson        | 20.04.1987 | ÍA Akranes           | 1  | 0 | 0 | 1  | 0 |
| Sölvi Ottesen           | 18.02.1984 | SønderjyskE          | 1  | 0 | 0 | 1  | 0 |
| Guðmundur Gunnarsson    | 21.01.1989 | KR Reykjavík         | 0  | 1 | 0 | 1  | 0 |
| Hallgrímur Jónasson     | 04.05.1986 | ÍB Keflavík          | 0  | 1 | 0 | 1  | 0 |
| Guðmann Þórisson        | 30.01.1987 | Breiðablik Kópavogur | 0  | 1 | 0 | 1  | 0 |
| Middenveld              |            |                      |    |   |   |    |   |
| Pálmi Pálmason          | 09.11.1984 | Stabæk Fotball       | 3  | 7 | 0 | 10 | 0 |
| Stefán Gíslason         | 15.03.1980 | Brøndby IF           | 8  | 1 | 0 | 9  | 0 |
| Aron Gunnarsson         | 22.04.1989 | Coventry City        | 7  | 2 | 0 | 9  | 0 |
| Emil Hallfreðsson       | 29.06.1984 | Reggina              | 7  | 1 | 0 | 8  | 0 |
| Teddy Bjarnason         | 04.03.1987 | Lyn Oslo             | 2  | 3 | 0 | 5  | 0 |
| Davíð Viðarsson         | 24.04.1984 | FH Hafnarfjörður     | 2  | 3 | 0 | 5  | 0 |
| Baldur Sigurðsson       | 24.04.1985 | Valur Reykjavík      | 2  | 2 | 0 | 4  | 0 |
| Bjarni Guðjónsson       | 26.02.1979 | ÍA Akranes           | 3  | 0 | 0 | 3  | 0 |
| Eyjólfur Héðinsson      | 01.01.1985 | GAIS Göteborg        | 2  | 1 | 0 | 3  | 0 |
| Jónas Sævarsson         | 28.11.1983 | Halmstads BK         | 2  | 0 | 1 | 2  | 1 |
| Brynjar Gunnarsson      | 16.10.1975 | Reading FC           | 2  | 0 | 0 | 2  | 0 |
| Helgi Daníelsson        | 13.07.1981 | IF Elfsborg          | 1  | 1 | 0 | 2  | 0 |
| Jóhann Berg Guðmundsson | 27.10.1990 | AZ                   | 1  | 0 | 0 | 1  | 0 |
| Eggert Jónsson          | 18.08.1988 | Heart of Midlothian  | 1  | 0 | 0 | 1  | 0 |
| Ólafur Skúlason         | 01.04.1983 | Helsingborgs IF      | 1  | 0 | 0 | 1  | 0 |
| Bjarni Viðarsson        | 05.03.1988 | FC Twente            | 1  | 0 | 0 | 1  | 0 |
| Aanval                  |            |                      |    |   |   |    |   |
| Eiður Guðjohnsen        | 15.09.1978 | FC Barcelona         | 6  | 0 | 3 | 6  | 3 |
| Gunnar Þorvaldsson      | 01.04.1982 | Esbjerg fB           | 4  | 2 | 2 | 6  | 2 |
| Veigar Gunnarsson       | 21.03.1980 | AS Nancy             | 3  | 3 | 1 | 6  | 1 |
| Tryggvi Guðmundsson     | 30.07.1974 | FH Hafnarfjörður     | 3  | 2 | 2 | 5  | 2 |
| Heiðar Helguson         | 22.08.1977 | Queens Park Rangers  | 3  | 0 | 2 | 3  | 2 |
| Helgi Sigurðsson        | 14.09.1974 | Valur Reykjavík      | 2  | 1 | 0 | 3  | 0 |
| Arnór Smárason          | 07.09.1988 | sc Heerenveen        | 1  | 2 | 0 | 3  | 0 |
| Marel Baldvinsson       | 18.12.1980 | Breiðablik Kópavogur | 0  | 2 | 0 | 2  | 0 |
| Guðmundur Steinarsson   | 20.10.1979 | FC Vaduz             | 0  | 2 | 0 | 2  | 0 |
| Stefán Þórðarson        | 27.03.1975 | ÍA Akranes           | 1  | 0 | 0 | 1  | 0 |
| Garðar Jóhannsson       | 01.04.1980 | Fredrikstad FK       | 0  | 1 | 0 | 1  | 0 |
| Hannes Sigurðsson       | 10.04.1983 | GIF Sundsvall        | 0  | 1 | 0 | 1  | 0 |